# Antipocras
Antipocras (= Antihipocrates – "przeciw Hipokratesowi") – łaciński wierszowany traktat medyczny Mikołaja z Polski, powstały po 1270 roku, prezentujący nowe metody leczenia przeciwstawiane medycynie tradycyjnej, wywodzącej się od Hipokratesa i Galena. Traktat należy także do tzw. satyry stanowej, ponieważ opisuje wizerunek "złego lekarza", popularny w średniowieczu. Budowa wiersza obejmuje 427 heksametrów leonińskich.
Autor, dominikanin, po odbytych studiach medycznych w Montpelier powrócił do Polski, gdzie pełnił funkcję lekarza na dworze Leszka Czarnego. Propozycja nowej metody leczenia polegała na stosowaniu przedmiotów, zwanych w traktacie "empirykami", a które odpowiednio użyte doprowadzają do uzdrowienia chorego. Przekonuje, że leki te zawierają siłę Boga, wszystkie jednak muszą pochodzić od przyrody. Środki powinno się stosować zewnętrznie, np. w postaci pierścieni lub wisiorków. Autor wymienia liczne choroby oraz sposoby ich leczenia empirykami. Całość zostaje ujęta w formę modlitwy: traktat rozpoczyna się prośbą skierowaną do Trójcy Świętej, a kończy poleceniem ludzi Jezusowi. W wierszu pojawiają się nawiązania do uzdrowienia Tobiasza z Biblii, do sztuki lekarskiej Apollina, nauk św. Alberta Wielkiego, Ptolemeusza i Platona. Występują środki retoryczne, takie jak personifikowana Zawiść, mówiące pierścienie (lekarstwa). Autor prowadzi także polemiczny dialog z pozornymi przeciwnikami, np. ze zwolennikami dawnej medycyny.
Traktat zachował się dzięki odpisowi pochodzącemu z XIV wieku. Rękopis ten przechowywany jest obecnie w Bibliotece Państwowej w Berlinie (sygn. Phillipp. 1672). Na język polski traktat przełożyli Zygmunt Kubiak i Ryszard Gansiniec.